# Ingrid Bergman
Ingrid Bergman (AFI: [ˈɪŋːrɪd ˈbærjman]; Stoccolma, 29 agosto 1915 – Londra, 29 agosto 1982) è stata un'attrice svedese.
Nel corso della sua carriera recitò in numerosi film sia europei che statunitensi. Proveniente dal cinema svedese, ebbe la sua consacrazione con il film Intermezzo (1939), girato a Hollywood; in seguito ebbe ruoli importanti anche nel cinema italiano, diretta dal regista Roberto Rossellini. Raggiunse il successo internazionale nel corso degli anni quaranta, affermandosi come stella di prima grandezza a Hollywood. Tra le sue interpretazioni di rilievo di questo periodo figurano quelle nei film Casablanca (1942), Per chi suona la campana (1943), Le campane di Santa Maria (1945), Io ti salverò (1945), Notorious - L'amante perduta (1946), Il peccato di Lady Considine (1949) (in questi ultimi tre film fu diretta da Alfred Hitchcock) e Angoscia (1944), che le valse il suo primo Oscar alla miglior attrice.
Dopo dieci anni a Hollywood l'attrice, avendo visto Roma città aperta e Paisà, inviò una lettera di complimenti al regista italiano Roberto Rossellini proponendosi anche come attrice. Già durante le riprese di Stromboli (Terra di Dio), girato nel 1950, instaurò con il regista una relazione che destò scandalo, poiché entrambi erano già sposati. Fu diretta dallo stesso Rossellini, anche dopo averlo sposato, in Europa '51 (1952), l'episodio Ingrid Bergman del film Siamo donne (1953), Viaggio in Italia (1954), La paura (1954) e Giovanna d'Arco al rogo (1954).  Per il suo ruolo in Europa '51 vinse il Nastro d'argento come migliore attrice protagonista. Vinse anche la Coppa Volpi come migliore interprete femminile ma non poté essere premiata in quanto doppiata (da Lydia Simoneschi); il premio le venne conferito postumo nel 1992, e a riceverlo fu il figlio Roberto Rossellini. Ostracizzata dall'America perbenista, rimase in Europa fino al 1956, anno del suo ritorno a Hollywood, dove vinse il suo secondo Oscar per il ruolo nella pellicola Anastasia.
Riprese a lavorare regolarmente negli Stati Uniti, partecipando a film quali Indiscreto (1958) e Fiore di cactus (1969). Nel 1975 vinse il suo terzo Oscar, come miglior attrice non protagonista, per la sua interpretazione nel film Assassinio sull'Orient Express (1974). Nel 1978, reduce da una mastectomia, recitò in Sinfonia d'autunno per la regia di Ingmar Bergman, in quello che fu il primo incontro artistico dei due più grandi nomi all'epoca del cinema svedese, per il quale ottenne la sua ultima candidatura al premio Oscar. Due anni dopo pubblicò la sua autobiografia Ingrid Bergman. La mia storia con la collaborazione di Alan Burgess. Nel 1982 fu protagonista in Una donna di nome Golda, biografia della prima ministra israeliana Golda Meir. Morì a Londra per un cancro al seno il 29 agosto 1982, giorno del suo 67° compleanno.
Oltre ai tre premi Oscar, vinse quattro Golden Globe, un premio BAFTA, due David di Donatello, due Emmy e un Tony. L'American Film Institute ha inserito la Bergman al quarto posto tra le più grandi star della storia del cinema.

## Biografia

### Gli inizi

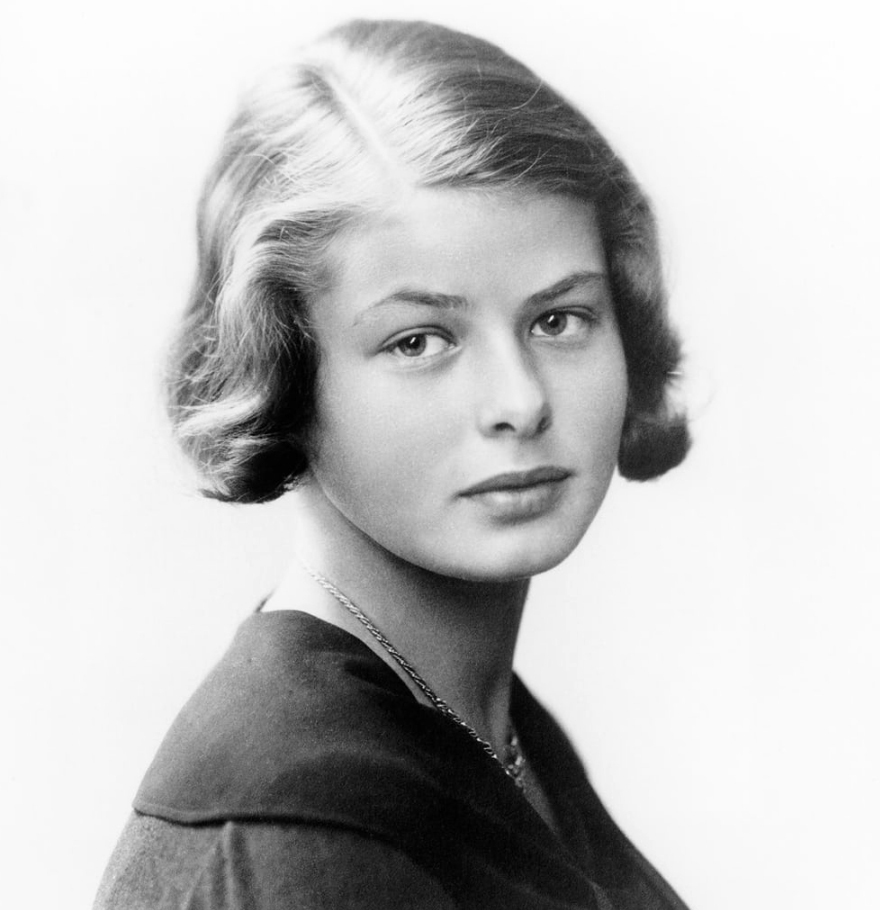
Ingrid Bergman a 14 anni

Unica figlia di Justus Samuel Bergman, pittore e fotografo svedese, e della tedesca Frieda Henriette Auguste Louise "Friedel" Adler, sposatisi ad Amburgo il 13 giugno 1907, prese il nome della principessa Ingrid di Svezia.
Perse la madre a soli due anni. Trascorse un'infanzia solitaria con il padre fino ai tredici anni, quando, rimasta orfana, venne adottata dagli zii Otto e Hulda. Grazie al lavoro paterno, sin da bambina si abituò a stare davanti a un obiettivo, essendo filmata in moltissime occasioni, sia di vita reale che di posa. Nel corso della sua carriera Ingrid, oltre a tenere un diario, continuò a usare una piccola macchina da presa, per immortalare momenti di vita privata e il dietro le quinte dei set in cui lavorava.

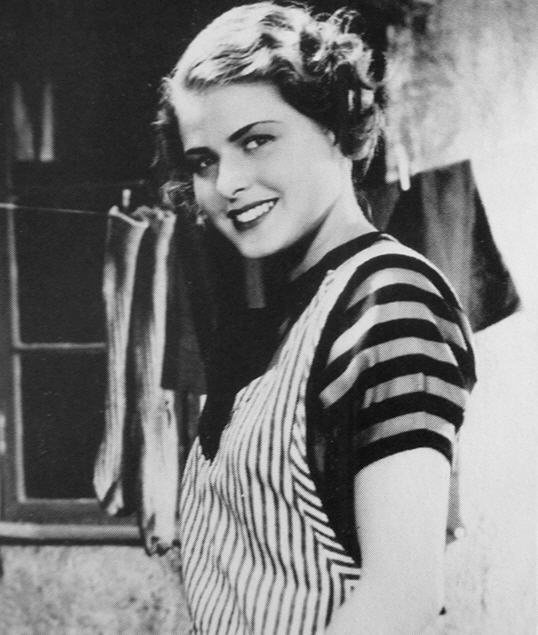
Ingrid Bergman nel suo primo film, Landskamp (1932)

All'età di 11 anni, visto per la prima volta uno spettacolo teatrale, ebbe una specie di illuminazione: sarebbe diventata un'attrice. Studiò alla scuola del Reale Teatro Drammatico (Kungliga Dramatiska Teatern or Dramaten) di Stoccolma. A diciannove anni, presentata dal medico Peter Lindstrom a un dirigente dell'industria cinematografica svedese (Svenskfilmindustri), ottenne una piccola parte nel Conte della città vecchia (1935), il suo primo film inedito in Italia, nel quale interpretò la parte di una cameriera di un modesto albergo nella "città vecchia" di Stoccolma.
Venne notata dal regista finlandese Gustaf Molander che, intuendone le grandi doti, la lanciò: in soli quattro anni, dal 1935 al 1938, le fece interpretare una dozzina di film, tra cui Intermezzo (1936), che divenne il suo passaporto per Hollywood, e Senza volto (1938), di cui fu poi girato un remake con Joan Crawford nella parte della protagonista.
In realtà la casa di produzione non voleva scritturare Ingrid per Senza volto, perché avrebbe avuto un ruolo cinico e malvagio, e insisteva perché interpretasse un altro film dello stesso regista. L'attrice, che considerava il ruolo della pellicola alternativa decisamente noioso, accettò la parte solo dopo aver avuto la conferma che avrebbe interpretato anche Senza volto. Questa determinazione nel cercare ruoli significativi e nel rifiuto di ruoli imposti contrassegnò anche il successivo periodo americano.
La giovane attrice dimostrava elevata fotogenia e buona predisposizione per la macchina da presa ma, oltre al notevole fascino, possedeva bravura e carattere; nonostante avesse lavoro assicurato in patria, il desiderio di uscire dal ristretto ambito della cinematografia svedese la portò a sperimentare all'estero.

Nel 1938 colse l'occasione di lavorare a Berlino, chiamata dal regista Carl Froelich a interpretare il film Quattro ragazze coraggiose. Ingrid era molto conosciuta e apprezzata in Germania, e, avendo trascorso molte estati dai parenti della madre ad Amburgo, aveva una buona padronanza del tedesco, tanto che non fu necessario doppiarla. In seguito la scelta di lavorare in Germania fu criticata, in quanto sembrava sottintendere un appoggio al nazismo, ma tutti i biografi confermano che all'attrice interessasse solo lavorare e che non seguisse, se non distrattamente, la vita politica dei paesi nei quali visse; contrariamente alla connazionale Zarah Leander, non tornò più a lavorare in Germania.
Nel 1937 sposò Petter Lindström, da cui ebbe l'anno successivo la prima figlia, Pia Friedal (acronimo dei nomi dei genitori, Petter Aron e Ingrid).

### Il successo negli Stati Uniti

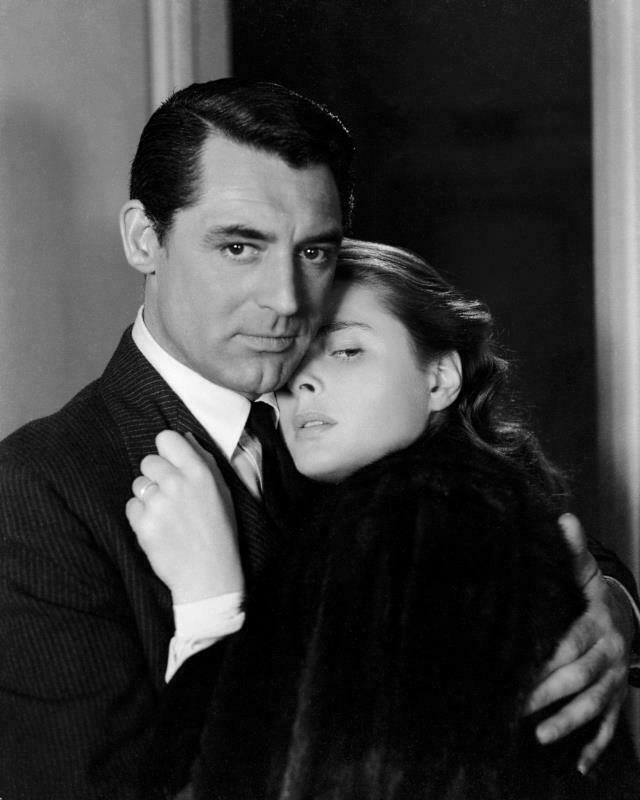
Ingrid Bergman con Cary Grant nella scena finale del film Notorious - L'amante perduta (1946)

Il produttore David O. Selznick, intenzionato a girare una versione statunitense di Intermezzo, la convocò negli Stati Uniti per offrirle un contratto allettante: per sette anni la Bergman avrebbe potuto scegliere personalmente i copioni da recitare, i registi e perfino i partner. Privilegi insoliti per l'epoca, ma che fanno capire quanto prestigio avesse raggiunto l'attrice, prima ancora di sbarcare negli Stati Uniti. È verosimile che Selznick avesse pensato a Ingrid Bergman come alla possibile erede di Greta Garbo, attrice di soli dieci anni maggiore di lei, che di lì a un anno si sarebbe ritirata per sempre dalle scene. Ingrid rifiutò: il marito doveva terminare gli studi intrapresi (sarebbe diventato neurochirurgo) e la figlia aveva solo un anno, per cui firmò solo per un anno e con la clausola di poter tornare in patria se il film non avesse avuto successo.
Il remake di Intermezzo ottenne invece enormi consensi. Così, dopo essere tornata in Svezia e aver completato alcuni altri film, nel 1940 tornò negli Stati Uniti questa volta per un contratto a lungo termine, anche perché in Europa era già scoppiata la seconda guerra mondiale. Il produttore, contrariamente a quanto successo anni prima alle altre dive europee Greta Garbo e Marlene Dietrich, non le impose dei cambiamenti estetici e la campagna pubblicitaria la presentò come una diva acqua e sapone. Il marito, rimasto in Svezia nell'eventualità di essere chiamato alle armi come riservista, la raggiunse per qualche mese, ma non si trasferì a Hollywood, bensì rimase con la figlia nella costa occidentale; l'attrice dovette dunque viaggiare continuamente per raggiungere la famiglia durante le pause di lavoro.

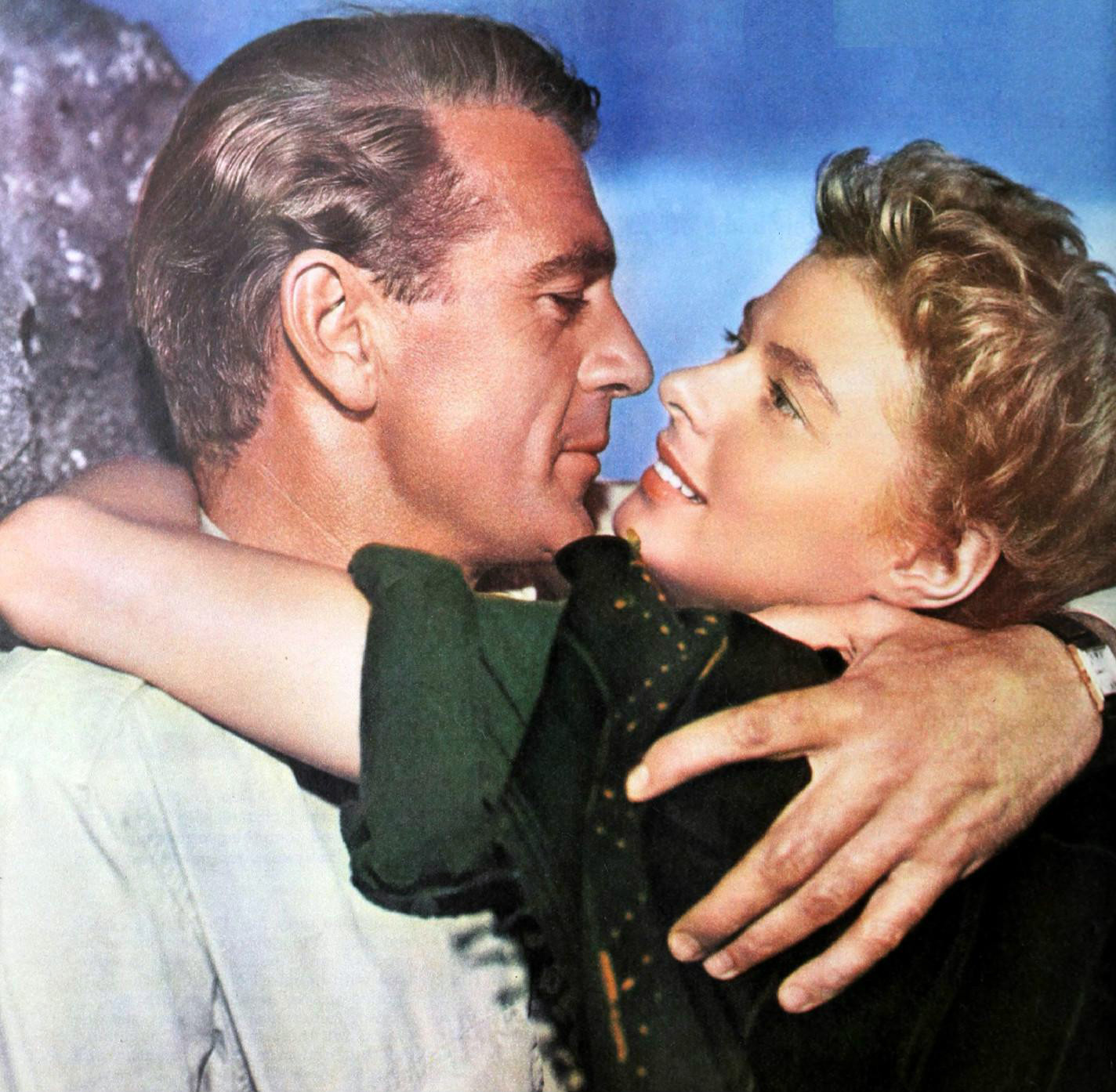
Ingrid Bergman con Gary Cooper in Per chi suona la campana (1943)

I primi film americani furono dei grandi successi. Il produttore Selznick, com'era sua consuetudine, concedette Ingrid e altri attori sotto contratto con lui a varie case di produzione, ottenendo un ottimo tornaconto economico. Ingrid, che non si curava troppo di discutere questioni economiche, era ben felice di lavorare con attori famosi, anche se cercava di scegliere ruoli di carattere e non di semplice innamorata. La MGM continuava a proporle ruoli di bella e brava ragazza innamorata: per Dr. Jekyll e Mr. Hyde (1941) le offrì il ruolo della tenera fidanzata di Spencer Tracy, ma Ingrid, stufa di personaggi melensi, insistette ed ottenne il ruolo di Ivy, la frivola cameriera vittima del mostro.
Nel 1942 Selznick la concesse in prestito alla Warner per la realizzazione di un film a basso costo, diretto da Michael Curtiz, accanto a Humphrey Bogart: era Casablanca (1942), destinato a diventare un classico di tutti i tempi. L'anno successivo Ingrid ottenne la sua prima candidatura all'Oscar alla miglior attrice per il film Per chi suona la campana (1943), girato per la Paramount in Technicolor. La prima scelta della casa di produzione era caduta su Vera Zorina, nonostante il parere negativo dello scrittore Ernest Hemingway; dopo l'abbandono di costei, che mal si adattava alla parte, venne chiamata Ingrid.
L'anno successivo vinse la statuetta per il thriller Angoscia (1944). Al momento di ricevere l'Oscar, dichiarò di essere onorata d'iniziare a lavorare con il miglior regista e il migliore attore di quell'anno: Leo McCarey e Bing Crosby, che, dopo il grande successo de La mia via, vollero realizzarne il seguito, Le campane di Santa Maria (1945), con la Bergman. Per questo film ricevette una nuova candidatura al premio Oscar quale migliore attrice, senza però vincerlo.

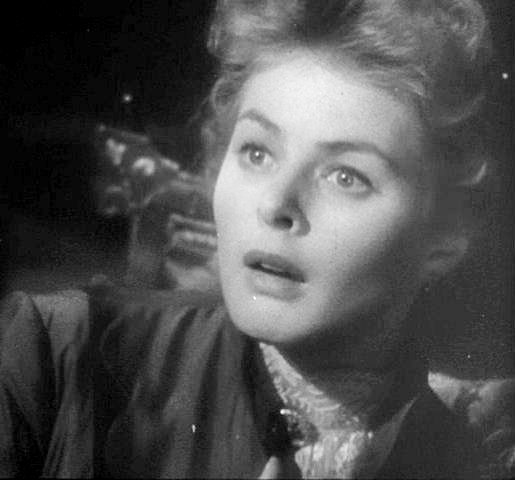
Ingrid Bergman in Angoscia (1944), per il quale l'attrice ha vinto il suo primo Oscar alla miglior attrice

Nel 1946 uscì Notorious: sul set il rapporto con il protagonista Cary Grant fu talmente buono, che Ingrid lo considerò sempre uno dei suoi migliori amici, ma anche con il regista Alfred Hitchcock i rapporti furono ottimi. Di questo film è passato alla storia il bacio che, pur spezzettato da qualche battuta intermedia, ha detenuto per molti anni il record di quello cinematografico più lungo. Questo fu anche l'ultimo film che la Bergman girò con Selznick: suo marito Lindstrom la convinse del fatto che il produttore l'avesse ampiamente sfruttata, incassando milioni di dollari in cambio di un compenso di soli 80000 dollari annui. Così, Ingrid firmò con una nuova casa di produzione per interpretare Arco di trionfo (1948) con Charles Boyer, dall'omonimo romanzo di Remarque. Il film non ebbe il successo sperato e l'attrice, che per anni aveva chiesto invano a Selznick di poter interpretare sullo schermo il ruolo di Giovanna D'Arco, decise di rischiare: costituì una società di produzione indipendente e, con un costo di ben cinque milioni di dollari (cifra astronomica per l'epoca), realizzò il suo Giovanna d'Arco (1948), produzione ricca di costumi sfarzosi, di personaggi e di scenografie spettacolari.
Pur fruttandole la quarta candidatura all'Oscar, il film fu un clamoroso fallimento.
Anche il successivo Il peccato di Lady Considine (1949) non convinse il pubblico, nonostante in questo film tecnicamente molto difficile ci fosse una intensa e lunga scena senza stacchi. La delusione per l'insuccesso alimentò la convinzione della Bergman sull'eccessiva importanza che Hollywood attribuiva al lato commerciale del cinema, a scapito dell'aspetto artistico; nello stesso periodo la crisi con il marito, che continuava a vivere e lavorare sulla costa occidentale, si fece più acuta.

### La carriera in Italia
Spinta dall'amico Robert Capa, famoso fotoreporter col quale intrecciò una breve relazione, Ingrid s'interessò alla nuova ondata di cinema proveniente dall'Europa, ormai libera dalla dominazione nazifascista, e in particolare al neorealismo italiano. Dopo aver visto Roma città aperta rimase folgorata, ma aspettò di vedere il secondo film, Paisà, per poi scrivere al regista italiano Roberto Rossellini una lettera rimasta famosa, in cui si dichiarò pronta a recitare per lui:

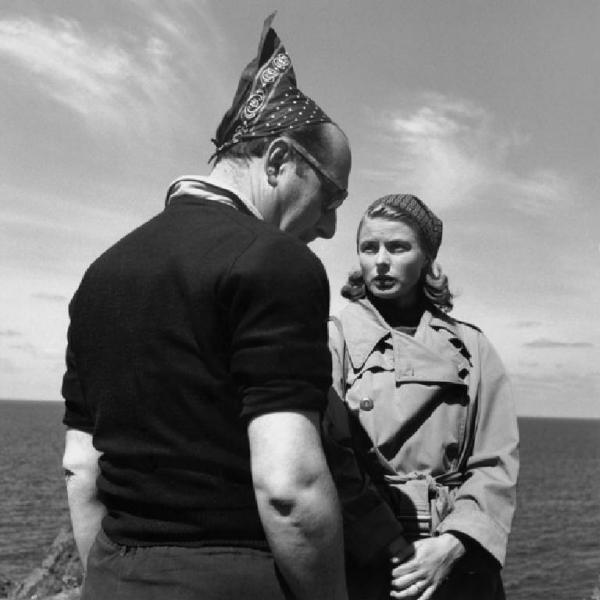
Ingrid Bergman e Roberto Rossellini sul set di Stromboli (Terra di Dio) (1949), foto di Federico Patellani

Rossellini non si lasciò scappare l'opportunità: nel cassetto aveva un copione ambientato a Stromboli, destinato in origine ad Anna Magnani quando era sua compagna. La Bergman era in Europa, impegnata nelle riprese di Il peccato di Lady Considine: il regista si precipitò a Parigi, dove riuscì a incontrarla e a proporle il progetto del film.

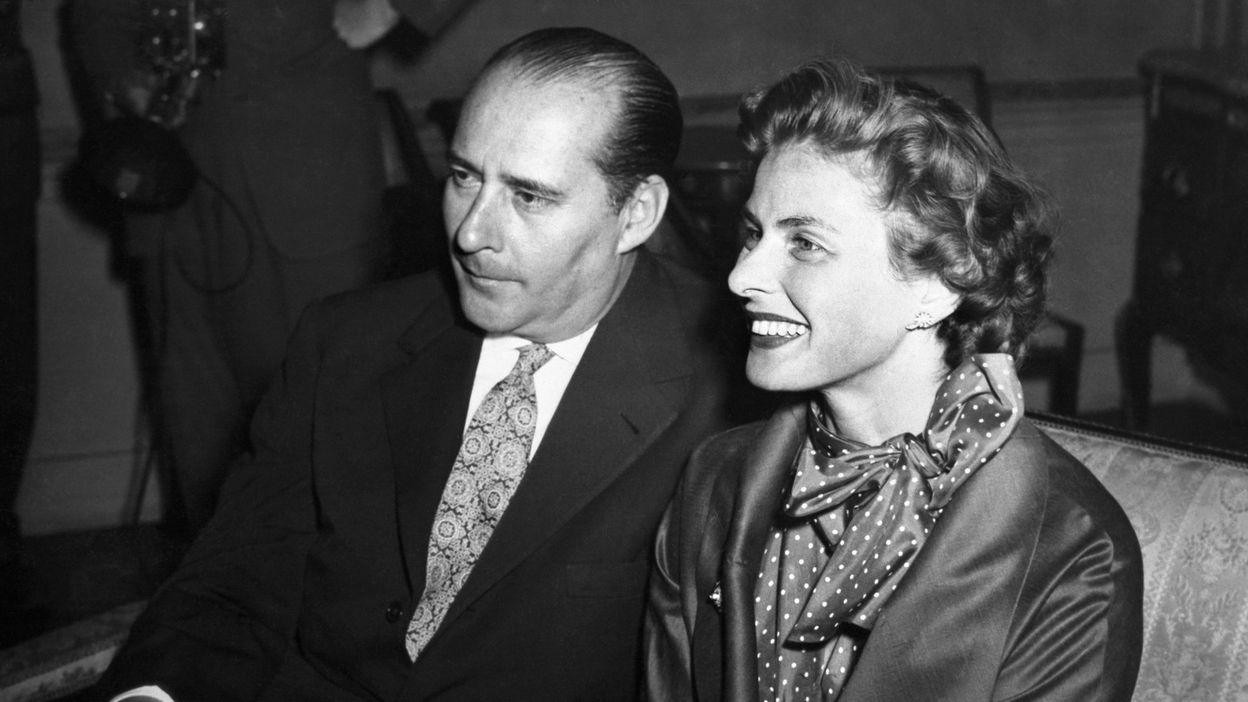
Ingrid Bergman con il marito Roberto Rossellini nel 1951

Ottenuto un finanziamento da Howard Hughes grazie alla notorietà della Bergman, Rossellini ricevette per telegramma una risposta positiva dall'attrice e, nel marzo 1949, ebbe inizio la lavorazione di Stromboli (Terra di Dio). Il set era assediato da fotografi e da giornalisti: cominciarono a trapelare indiscrezioni sulla relazione sentimentale fra il regista e la sua interprete.

Alla fine del 1949, la stampa pubblicò la notizia della gravidanza della Bergman. Per l'opinione pubblica americana fu uno scandalo enorme: Ingrid Bergman, fino a quel momento considerata una santa, diventò improvvisamente un'"adultera da lapidare" e la stampa la definì Hollywood's apostle of degradation (apostolo della degradazione di Hollywood), montando una campagna denigratoria senza precedenti. Il dottor Lindstrom chiese il divorzio e ottenne l'affidamento della figlia Pia, che a sua volta dichiarò di non aver mai voluto bene a sua madre.
Nel 1950 Rossellini e la Bergman si sposarono e nacque Roberto Rossellini jr, detto Robertino: nella clinica romana che ospitò la puerpera dovettero intervenire le forze dell'ordine per sedare le folle di paparazzi e di curiosi. Intanto uscì nelle sale Stromboli: in Italia ebbe un buon numero di spettatori, attirati più che altro dalla curiosità, mentre negli USA fu un clamoroso fiasco, sia per l'atteggiamento sfavorevole dei media, sia per le pressioni dei finanziatori del film, che pretesero un montaggio che non rispecchiava minimamente le intenzioni dell'autore.
Nel giugno 1952 nacquero le gemelle Isotta Ingrid e Isabella: la Bergman riconquistò lentamente le simpatie del pubblico, la stampa la ritrasse in pose da casalinga e da mamma felice e la stessa attrice affermò di aver trovato finalmente la serenità a Roma, anche se i film che continuava a girare sotto la direzione di Rossellini (tra cui almeno due vanno ricordati: Europa '51 e Viaggio in Italia) venivano ignorati dal pubblico.

### Il ritorno a Hollywood

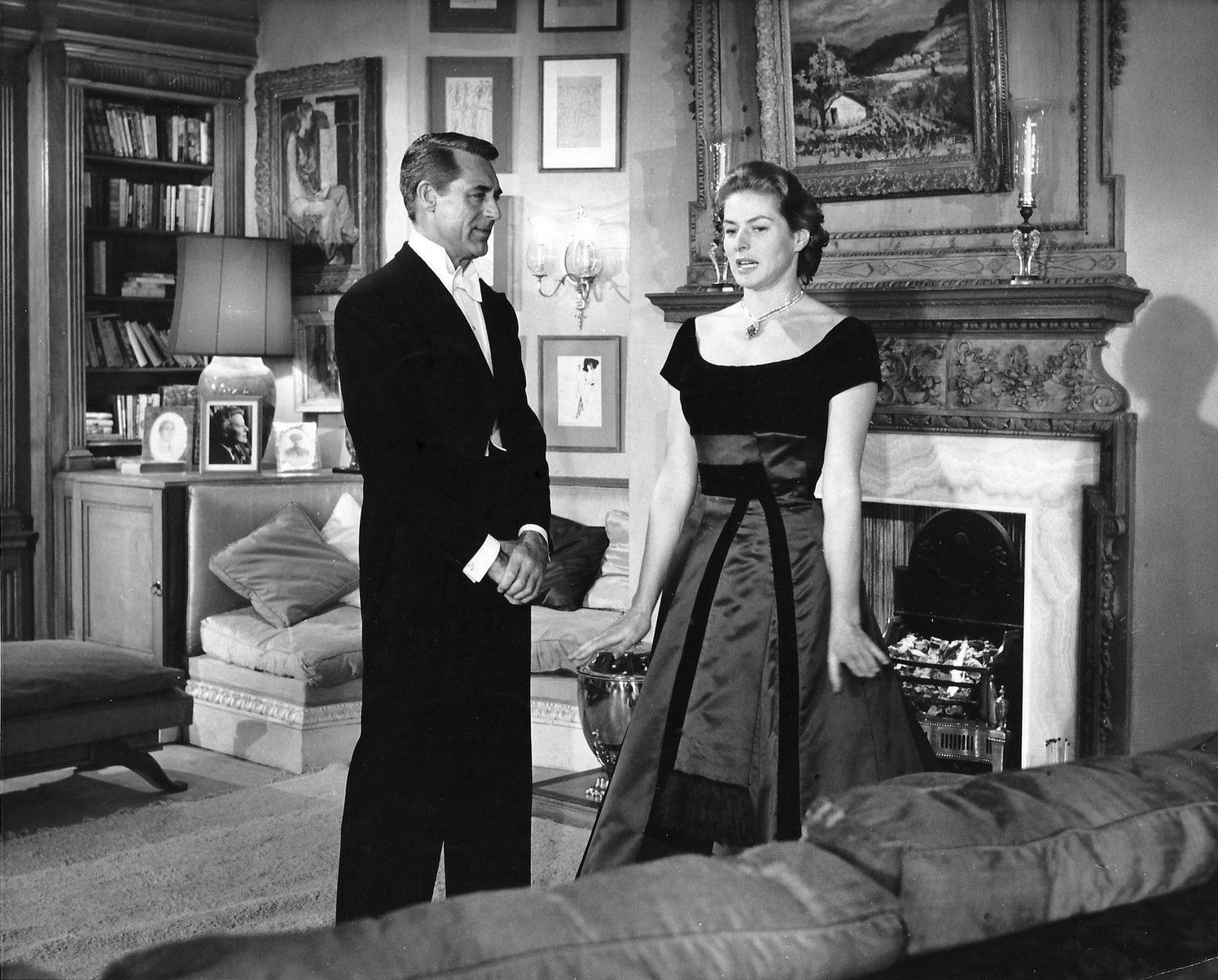
Ingrid Bergman insieme a Cary Grant sul set del film Indiscreto (1958)

Nonostante avesse costruito una famiglia, Ingrid desiderava tornare a lavorare. Continuava a ricevere proposte, ma se non era lei a rifiutare era il marito a bloccarla, volendo essere lui il solo a dirigerla. Anni dopo la Bergman commentò che considerava buoni, se non addirittura ottimi, i film di Rossellini, ma lei, come attrice nata in teatro e con una lunga carriera statunitense alle spalle, mal si adattava allo stile improvvisato dei set del marito. Tornò al teatro con una lunga tournée europea, interpretando il personaggio da lei più amato in Giovanna d'Arco al rogo: nel giugno del 1953 al Palais Garnier di Parigi; il 5 dicembre 1953 al Teatro San Carlo di Napoli, con Tullio Carminati, Marcella Pobbe, Miriam Pirazzini, Agnese Dubbini, Giacinto Prandelli e Piero De Palma, con la regia di Gianandrea Gavazzeni; nel 1954 al Teatro alla Scala di Milano, con Memo Benassi, Cloe Elmo, Giuseppe Nessi, Prandelli, Gino Del Signore, Mario Carlin ed Enrico Campi, con la regia di Gavazzeni.

Ingrid Bergman nel film drammatico La vendetta della signora (1964)

Nel 1956 la Bergman ricevette dagli Stati Uniti una favolosa offerta da parte della Fox, per il ruolo di protagonista in un film ad alto budget su Anastasia, superstite dell'eccidio della famiglia dello zar di Russia. Con questo ruolo nel film Anastasia (1956), la Bergman fece il suo ritorno trionfale a Hollywood dopo lo scandalo, vincendo per la seconda volta l'Oscar alla miglior attrice. Non potendo presenziare di persona alla cerimonia (una parte della stampa non aveva ancora dimenticato lo scandalo italiano), la statuetta venne ritirata dal suo grande amico Cary Grant.
L'unione con Rossellini era ormai in crisi: il regista partì alla volta dell'India per realizzare un documentario e ne tornò dopo qualche tempo con una nuova compagna, Sonali das Gupta. Ingrid intanto riprese a interpretare successi come Indiscreto e La locanda della sesta felicità, entrambi usciti nel 1958. Conobbe l'impresario teatrale svedese Lars Schmidt, che diventò il suo terzo marito nel dicembre del 1958. Grazie a lui, proprietario di una piccola isola di fronte alla cittadina di Fjällbacka, l'attrice tornò regolarmente in Svezia per passare le vacanze estive, portando i figli della famiglia allargata.
Nonostante il grande successo e il perdono concesso dagli americani, Ingrid volle restare vicino ai figli e si stabilì prima a Parigi e poi a Londra. Negli anni sessanta alternò interpretazioni in film americani ed europei, recitando anche in teatro e alla televisione, salvo un intervallo di circa un paio di anni in cui si dedicò completamente alla figlia Isabella, che si era sottoposta a un delicato intervento chirurgico per curare la scoliosi, seguìto da una lunga e dolorosa riabilitazione.

### Gli ultimi anni della carriera

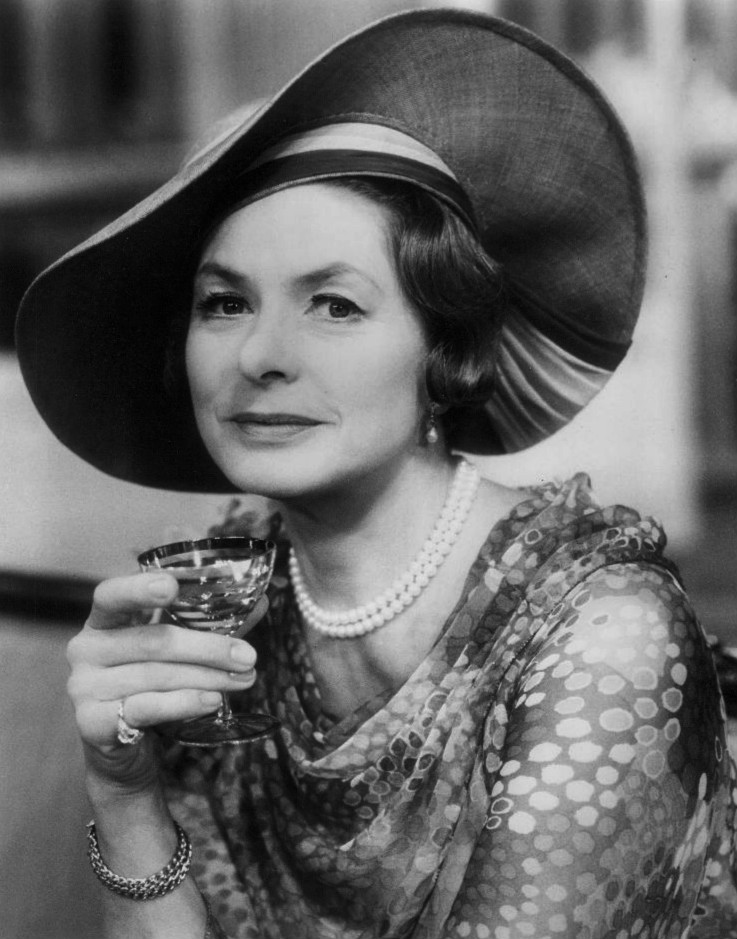
Ingrid Bergman interprete di Constance Middleton nella piece The Constant Wife (1975)

Nel 1962, intervistata dalla giornalista italiana Oriana Fallaci, rivelò di non temere la vecchiaia né tanto meno la morte: l'unica cosa che le premeva era fare le proprie scelte senza paura. Nel 1967 ricevette una proposta dalla Svezia per un film a episodi, Stimulantia: solo per poter tornare a lavorare con lei, il regista Gustaf Molander, con il quale aveva mosso i primi passi e ottenuto i primi successi, uscì dal suo ritiro. Il film non ebbe un grande successo, ma tutti i critici concordarono che l'episodio migliore fosse quello interpretato dalla Bergman e da Gunnar Björnstrand, tratto da La collana, una novella di Guy de Maupassant.
Il suo terzo premio Oscar (il primo come miglior attrice non protagonista) arrivò per il suo ruolo nel film Assassinio sull'Orient Express (1975). I votanti ammirarono soprattutto la sua bravura nella lunghissima scena, senza alcuno stacco, dell'interrogatorio condotto da Poirot, ma a questo proposito lei dichiarò più volte che ne Il peccato di Lady Considine aveva avuto un piano sequenza molto più lungo. Ritirando la terza statuetta, Ingrid dichiarò pubblicamente che, secondo la sua opinione, l'Oscar sarebbe dovuto andare all'amica Valentina Cortese, candidata per Effetto notte di François Truffaut. Film vincitore del premio come miglior film straniero l'anno precedente. Sempre nel 1975 il suo terzo matrimonio naufragò.
Nel 1978 ricevette dalla sua madrepatria la proposta di lavorare assieme al più prestigioso dei registi svedesi: Ingmar Bergman. Come con Rossellini anni prima, l'attrice aveva fatto presente al regista che avrebbero potuto girare un film assieme, ma dovettero passare alcuni anni perché il sogno diventasse realtà. Ingrid accettò con coraggio una duplice sfida: reduce da un intervento chirurgico e da una pesante chemioterapia per un tumore al seno, decise di calarsi nel difficile ruolo di una madre cinica ed egoista, che antepone la sua carriera all'affetto per i figli. Sinfonia d'autunno (1978), per il quale ottenne la settima candidatura all'Oscar e che fu la sua ultima interpretazione per il grande schermo, è considerata una tra le sue migliori prove di recitazione. Sul set i rapporti con il regista non furono facili come entrambi avevano previsto, ma il buonsenso e il rispetto reciproco prevalsero su ogni altra cosa.

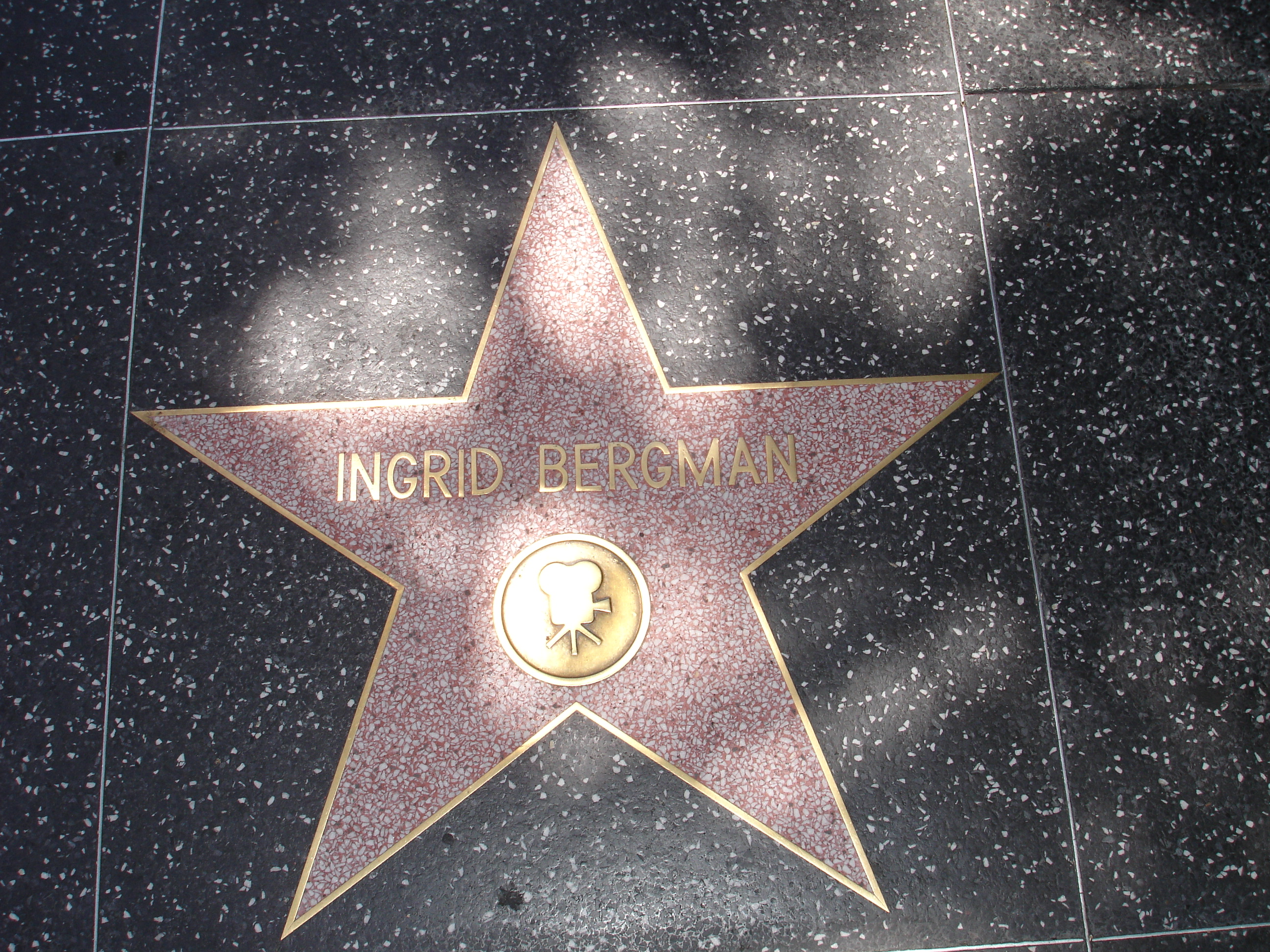
La stella di Ingrid Bergman sulla Hollywood Walk of Fame

Nel 1980, mentre la malattia si manifestava nuovamente, diede alle stampe il suo libro di memorie, scritto assieme ad Alan Burgess: Ingrid Bergman - La mia storia. Nello stesso anno, fu la presentatrice del Lifetime Achievement Award ad Alfred Hitchcock, conferito dall'AFI. Nell'anno successivo recitò per la televisione nel suo ultimo lavoro, una biografia del primo ministro israeliano Golda Meir, per la quale ricevette un premio Emmy postumo nel 1982 come "migliore attrice".
Ingrid Bergman morì a Londra il 29 agosto 1982, giorno del suo 67º compleanno. Cremata in Svezia, le ceneri vennero sparse insieme a dei fiori sulle acque svedesi di fronte a Fjallbacka, cittadina costiera in cui aveva comprato una casa e dove passava molte estati con i figli, a contatto con la natura; l'urna che le conteneva, si trova al Norra Begravningsplatsen (cimitero settentrionale) di Stoccolma. Per il suo contributo all'industria cinematografica, la Bergman ha una stella nella Hollywood Walk of Fame, all'altezza del numero 6759 di Hollywood Boulevard.
Poco prima di morire, espresse il desiderio di non disperdere il suo enorme archivio personale e, anni dopo, i figli (grazie anche al regista Martin Scorsese, secondo marito di Isabella e promotore del recupero e del restauro delle pellicole) affidarono l'archivio alla Wesleyan University, dove erano già presenti gli archivi di due importanti registi: Frank Capra ed Elia Kazan.

## Omaggi
- Nel 2015, per festeggiare i 100 anni[36] dalla nascita, si sono svolte rassegne e retrospettive in tutto il mondo: per l'occasione la Svensk Filmindustri ha avviato un processo di catalogazione e di restauro delle sue pellicole. In molti casi non è stato possibile trovare quelle originali degli anni 30, pertanto si è dovuto lavorare sulle copie degli anni successivi.

## Nella cultura di massa
- Nel film italiano Amici per la pelle (1955), Franco, uno dei due piccoli protagonisti, descrive la sua immaginaria amica del cuore come un' "Ingrid Bergman coi capelli neri".

## Filmografia

### Cinema
- Landskamp, regia di Gunnar Skoglund (1932)
- Munkbrogreven, regia di Edvin Adolphson (1935)
- Bränningar, regia di Ivar Johansson (1935)
- Gli Swedenhielms (Swedenhielms Family), regia di Gustaf Molander (1935)
- Notti di primavera (Valborgsmässoafton), regia di Gustaf Edgren (1935)
- Intermezzo, regia di Gustaf Molander (1936)
- Verso il sole (På solsidan), regia di Gustaf Molander (1936)
- Senza volto (En Kvinnas ansikte), regia di Gustaf Molander (1938)
- Inquietudine (Dollar), regia di Gustaf Molander (1938)
- Quattro ragazze coraggiose (Die Vier Gesellen), regia di Carl Froelich (1938)
- Solo una notte (En enda natt), regia di Gustaf Molander (1939)
- Intermezzo (Intermezzo: A Love Story), regia di Gregory Ratoff (1939)
- Juninatten, regia di Per Lindberg (1940)
- La famiglia Stoddard (Adam Had Four Sons), regia di Gregory Ratoff (1941)
- Follia (Rage in Heaven), regia di W. S. Van Dyke (1941)
- Dr Jekyll e Mr. Hyde (Dr. Jekyll and Mr. Hyde), regia di Victor Fleming (1941)
- Casablanca, regia di Michael Curtiz (1942)
- Per chi suona la campana (For Whom the Bell Tolls), regia di Sam Wood (1943)
- Angoscia (Gaslight), regia di George Cukor (1944)
- Io ti salverò (Spellbound), regia di Alfred Hitchcock (1945)
- Saratoga (Saratoga Trunk), regia di Sam Wood (1945)
- Le campane di Santa Maria (The Bells of St. Mary's), regia di Leo McCarey (1945)
- Notorious - L'amante perduta (Notorious), regia di Alfred Hitchcock (1946)
- Arco di trionfo (Arch of Triumph), regia di Lewis Milestone (1948)
- Giovanna d'Arco (Joan of Arc), regia di Victor Fleming (1948)
- Il peccato di Lady Considine (Under Capricorn), regia di Alfred Hitchcock (1949)
- Stromboli (Terra di Dio), regia di Roberto Rossellini (1950)
- Europa '51, regia di Roberto Rossellini (1952)
- Ingrid Bergman, episodio di Siamo donne, regia di Roberto Rossellini (1953)
- Viaggio in Italia, regia di Roberto Rossellini (1954)
- La paura, regia di Roberto Rossellini (1954)
- Giovanna d'Arco al rogo, regia di Roberto Rossellini (1954)
- Eliana e gli uomini (Eléna et les hommes), regia di Jean Renoir (1956)
- Anastasia, regia di Anatole Litvak (1956)
- Indiscreto (Indiscreet), regia di Stanley Donen (1958)
- La locanda della sesta felicità (The Inn of the Sixth Happiness), regia di Mark Robson (1958)
- Le piace Brahms? (Goodbye Again), regia di Anatole Litvak (1961)
- Auguste, regia di Pierre Chevalier (1961) - cameo
- La vendetta della signora (The Visit), regia di Bernhard Wicki (1964)
- Una Rolls-Royce gialla (The Yellow Rolls-Royce), regia di Anthony Asquith (1964)
- La collana, episodio di Stimulantia, regia di Hans Abramson e Hans Alfredson (1967)
- Fiore di cactus (Cactus Flower), regia di Gene Saks (1969)
- Passeggiata sotto la pioggia di primavera (Walk in the Spring Rain), regia di Guy Green (1970)
- Il segreto della vecchia signora (From the Mixed-Up Files of Mrs. Basil E. Frankweiler), regia di Fielder Cook (1973)
- Assassinio sull'Orient Express (Murder on the Orient Express), regia di Sidney Lumet (1974)
- Nina (A Matter of Time), regia di Vincente Minnelli (1976)
- Sinfonia d'autunno (Höstsonaten), regia di Ingmar Bergman (1978)

### Televisione
- Startime – serie TV, episodio The Turn of the Screw (1959)
- Twenty-Four Hours in a Woman's Life, regia di Silvio Narizzano – film TV (1961)
- Hedda Gabler, regia di Alex Segal – film TV (1962)
- The Human Voice, regia di Ted Kotcheff – film TV (1966)
- ABC Stage 67 – serie TV, episodio 1x26, regia di Ted Kotcheff (1967)
- Una donna di nome Golda (A Woman Called Golda), regia di Alan Gibson – miniserie TV (1982)

### Cortometraggi
- Swedes in America (1943)
- American Creed, regia di Robert Stevenson (1946)

### Documentari
- Henri Langlois (1970)

### Film e documentari su Ingrid Bergman
- Le dee dell'amore (The Love Goddesses) documentario di Saul J. Turell - filmati di repertorio (1965)
- Io sono Ingrid (Jag är Ingrid) documentario di Stig Bjötkman (2015)

## Teatro
- Liliom, di Ferenc Molnár, regia di Benno Schneider. 44th Street Theatre di Broadway (1940)
- Anna Christie, di Eugene O'Neill, regia di John Houseman. Lobero Theatre di Santa Barbara (1941)
- Giovanna di Lorena, di Maxwell Anderson, regia di Margo Jones. Alvin Theatre di Broadway (1946)
- Jeanne d'Arc au bûcher, libretto di Paul Claudel, musica di Arthur Honegger, regia di Roberto Rossellini. Teatro di San Carlo di Napoli (1953) e Peacock Theatre di Londra (1954)
- Tè e simpatia, di Robert Anderson, regia di Jean Mercure. Théâtre de Paris di Parigi (1956)
- Hedda Gabler, di Henrik Ibsen, regia di Raymond Rouleau. Théâtre Montparnasse di Parigi (1962)
- Un mese in campagna, di Ivan Sergeevič Turgenev, regia di Michael Redgrave. Yvonne Arnaud Theatre di Guildford e Cambridge Theatre di Londra (1965)
- More Stately Mansions, di Eugene O'Neill, regia di José Quintero. Broadhurst Theatre di Broadway (1967)
- Captain Brassbound's Conversion, di George Bernard Shaw, regia di Stephen Porter. Cambridge Theatre di Londra (1971), Ethel Barrymore Theatre di Broadway (1972)
- The Constant Wife, di William Somerset Maugham, regia di John Gielgud. Theatre Royal di Birmingham, Noël Coward Theatre di Londra (1973), Shubert Theatre di Broadway (1975)
- Waters of the Moon, di N.C. Hunter, regia di John Clements. Festival Theatre di Chichester (1977) e Haymarket Theatre di Londra (1978)

## Riconoscimenti
- Premio Oscar
  - 1944 – Candidatura alla migliore attrice per Per chi suona la campana
  - 1945 – Migliore attrice per Angoscia
  - 1946 – Candidatura alla migliore attrice per Le campane di Santa Maria
  - 1949 – Candidatura alla migliore attrice per Giovanna d'Arco
  - 1957 – Migliore attrice per Anastasia
  - 1975 – Migliore attrice non protagonista per Assassinio sull'Orient Express
  - 1979 –Candidatura alla migliore attrice per Sinfonia d'autunno
- Golden Globe
  - 1945 – Migliore attrice in un film drammatico per Angoscia
  - 1946 – Migliore attrice in un film drammatico per Le campane di Santa Maria
  - 1957 – Migliore attrice in un film drammatico per Anastasia
  - 1959 – Candidatura alla migliore attrice in un film commedia o musicale per Indiscreto
  - 1959 – Candidatura alla migliore attrice in un film drammatico per La locanda della sesta felicità
  - 1970 – Candidatura alla migliore attrice in un film commedia o musicale per Fiore di cactus
  - 1979 – Candidatura alla migliore attrice in un film drammatico per Sinfonia d'autunno
  - 1983 – Migliore attrice in una miniserie o film televisivo per Una donna di nome Golda
- BAFTA
  - 1959 – Candidatura alla migliore attrice protagonista per La locanda della sesta felicità
  - 1975 – Migliore attrice non protagonista per Assassinio sull'Orient Express
- David di Donatello
  - 1957 – Migliore attrice straniera per Anastasia
  - 1979 – Migliore attrice straniera per Sinfonia d'autunno
  - 1982 – Medaglia d'oro del Ministro per il Turismo e lo Spettacolo
- Hollywood Walk of Fame
  - 1960 – Stella
- Nastro d'argento
  - 1951 – Migliore attrice straniera in Italia per Stromboli (Terra di Dio)
  - 1953 – Migliore attrice protagonista per Europa '51
- Premio César
  - 1976 – Premio César onorario
- Mostra del cinema di Venezia
  - 1952 – Coppa Volpi per la migliore interpretazione femminile per Europa '51
  - NOTA: La Coppa Volpi non le venne assegnata nel 1952 perché doppiata (da Lydia Simoneschi) nella versione presentata alla Mostra.[5] Nel 1992 però le venne conferita postuma. A ricevere il premio fu il figlio Roberto Rossellini.[6]

## Doppiatrici italiane
- Lydia Simoneschi in Il dottor Jekyll e Mr. Hyde, Per chi suona la campana, Angoscia, Io ti salverò, Le campane di Santa Maria, Notorious - L'amante perduta, Arco di trionfo, Il peccato di Lady Considine, Europa '51, Viaggio in Italia, La paura, Eliana e gli uomini, Anastasia, Indiscreto, La locanda della sesta felicità, Le piace Brahms?, La vendetta della signora, Una Rolls-Royce gialla, Hedda Gabler, La voce umana e nei ridoppiaggi di Intermezzo, Follia e La famiglia Stoddard
- Giovanna Scotto in Intermezzo, Casablanca, Saratoga
- Rita Savagnone in Il peccato di Lady Considine (ridoppiaggio), Assassinio sull'Orient Express, Sinfonia d'autunno
- Dhia Cristiani in Giovanna d'Arco, Stimulantia
- Gemma Griarotti in Fiore di cactus, Passeggiata sotto la pioggia di primavera
- Argentina Brunetti in Follia
- Bianca Toccafondi in Il segreto della vecchia signora
- Laura Rizzoli in Nina
- Marzia Ubaldi in Una donna di nome Golda
- Vittoria Febbi in Per chi suona la campana (1º ridoppiaggio 1978)
- Ludovica Modugno in Angoscia (ridoppiaggio 1980)
- Liliana Sorrentino in Il dottor Jekyll e Mr. Hyde (ridoppiaggio anni '80)
- Claudia Balboni in Per chi suona la campana (2º ridoppiaggio 2003)